# 전시정원

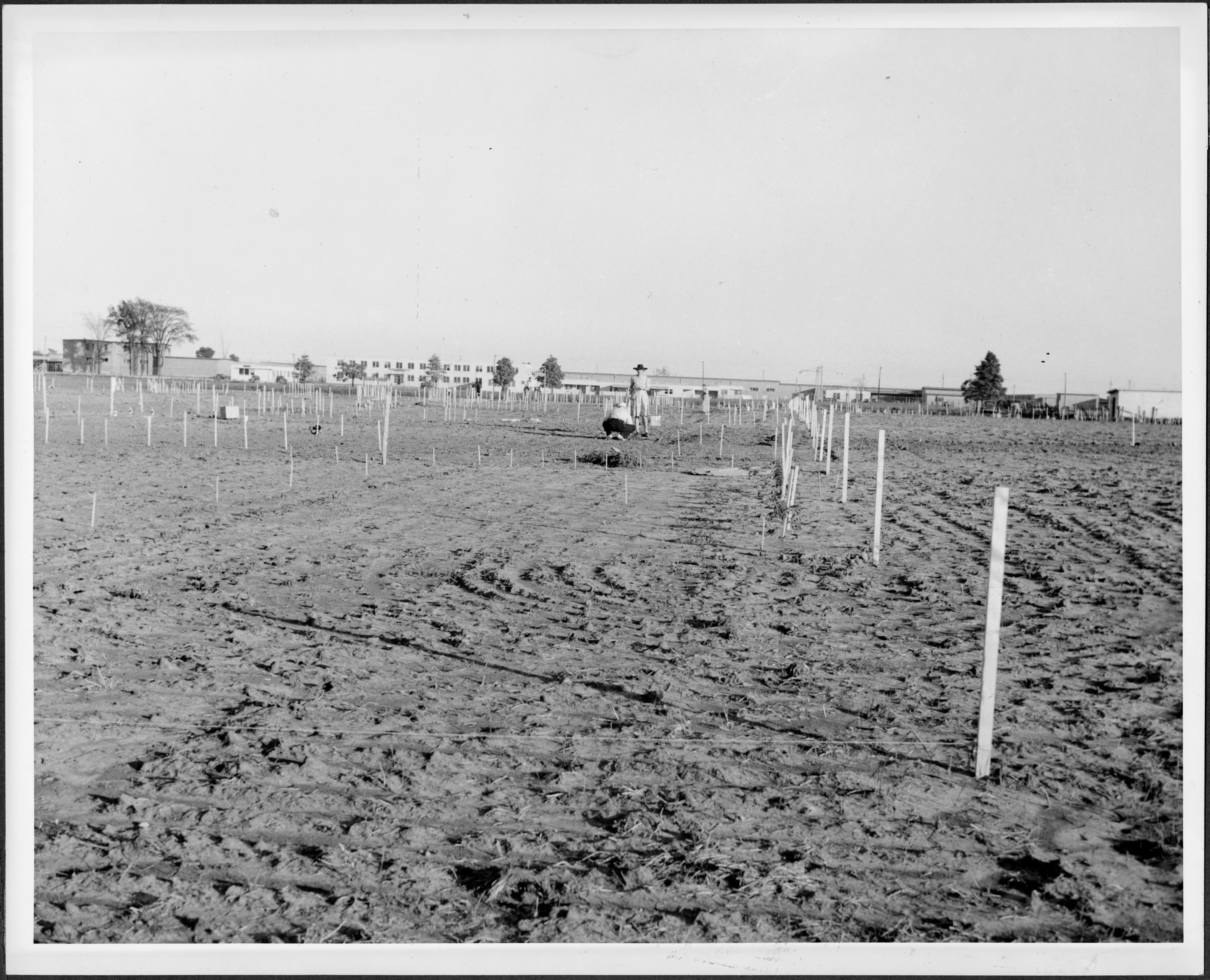
캐나다 온타리오주의 전시정원

전시정원 또는 빅토리 가든(victory garden)은 제1차 세계 대전과 제2차 세계 대전 당시 미국, 영국, 캐나다, 오스트레일리아, 독일의 개인 주택과 공공 공원에 심어진 야채, 과일, 허브 정원이었다. 전시에 정부는 사람들에게 식량을 보충할 뿐만 아니라 사기를 높이기 위해 전시정원을 가꾸도록 장려했다. 식량 공급에 대한 압박을 줄이기 위해 배급 우표 및 카드와 함께 사용되었다. 전쟁 노력을 간접적으로 돕는 것 외에도 이러한 정원은 정원사가 노동 기여로 힘을 얻고 재배된 농산물로 보상을 받을 수 있다는 점에서 시민의 "사기 증진"으로 간주되었다. 이로 인해 전시정원은 국내 전선의 일상 생활의 일부가 되었다.

## 같이 보기
- 식량주권
- 제2차 세계 대전 기간 영국의 국내 전선